# 達克斯主教座堂

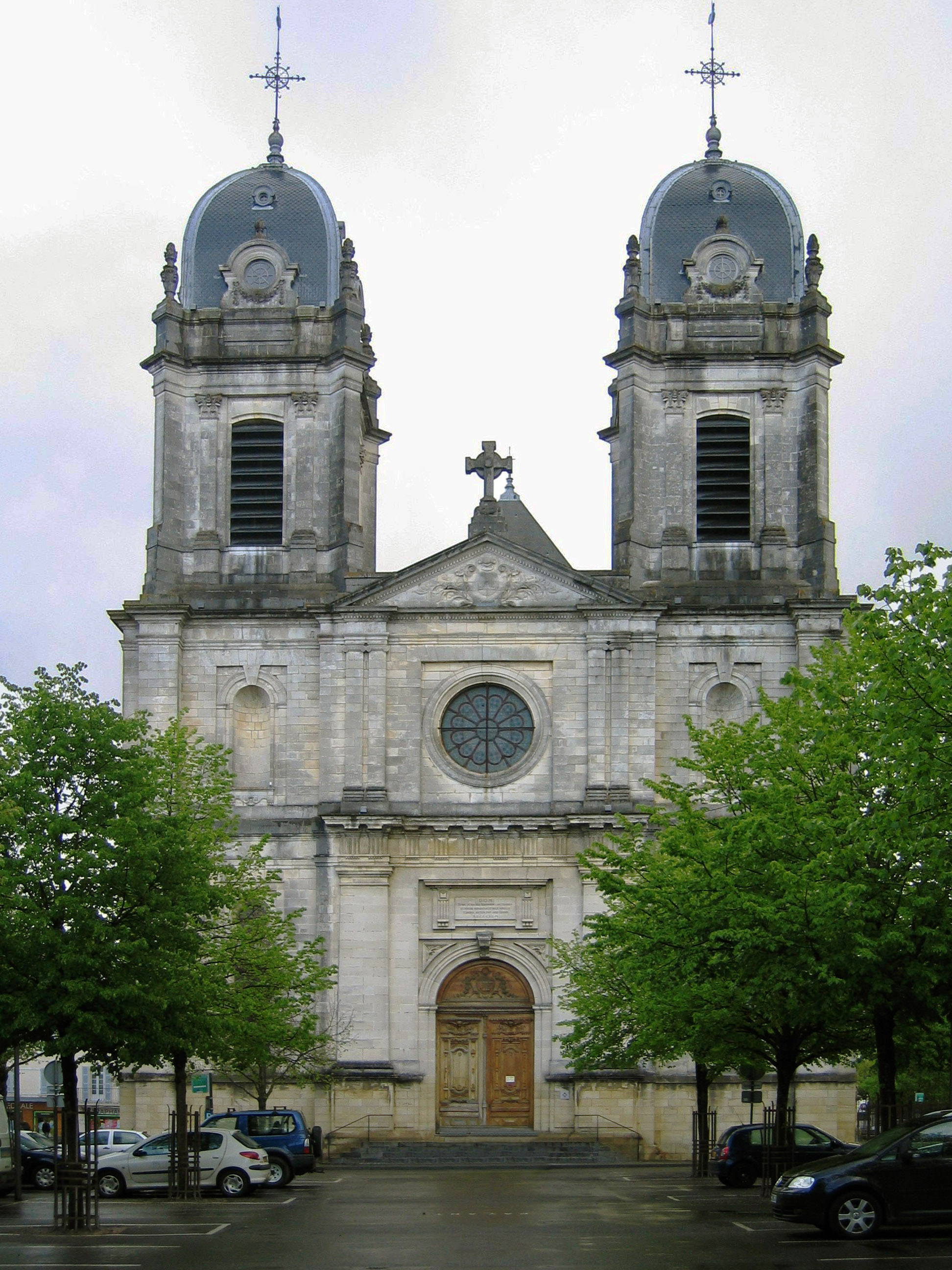

達克斯主教座堂（法語：Cathédrale Notre-Dame de Dax）是法國的一座羅馬天主教的主教座堂，位於朗德省達克斯。這座教堂是法國的國家紀念建築。

## 外部連結
- （法語） History of the diocese and the cathedral （页面存档备份，存于）
- （法語） Structurae数据库中Notre-Dame Cathedral的数据

- Location （页面存档备份，存于）